# Dolichopetalum
Dolichopetalum là chi thực vật có hoa trong họ Apocynaceae.

## Các loài
- Dolichopetalum kwangsiense Tsiang, 1973 - 金凤藤 (kim phượng đằng). Phân bố: Miền nam Trung Quốc (tây Quảng Tây, Quý Châu, Vân Nam).